# East Berlin
East Berlin és una població dels Estats Units a l'estat de Pennsilvània. Segons el cens del 2000 tenia 1.365 habitants.

## Demografia
Segons el cens del 2000, East Berlin tenia 1.365 habitants, 557 habitatges, i 387 famílies. La densitat de població era de 752,9 habitants per quilòmetre quadrat.
Dels 557 habitatges en un 34,1% hi vivien nens de menys de 18 anys, en un 56% hi vivien parelles casades, en un 10,4% dones solteres, i en un 30,5% no eren unitats familiars. En el 26% dels habitatges hi vivien persones soles l'11,5% de les quals corresponia a persones de 65 anys o més que vivien soles. El nombre mitjà de persones vivint en cada habitatge era de 2,45 i el nombre mitjà de persones que vivien en cada família era de 2,95.
Per edats la població es repartia de la següent manera: un 26,4% tenia menys de 18 anys, un 8,1% entre 18 i 24, un 32% entre 25 i 44, un 18,2% de 45 a 60 i un 15,3% 65 anys o més.
L'edat mediana era de 35 anys. Per cada 100 dones de 18 o més anys hi havia 88 homes.
La renda mediana per habitatge era de 38.819 $ i la renda mediana per família de 43.646 $. Els homes tenien una renda mediana de 34.659 $ mentre que les dones 21.971 $. La renda per capita de la població era de 19.818 $. Entorn del 5,7% de les famílies i el 6,7% de la població estaven per davall del llindar de pobresa.

## Poblacions més properes
El següent diagrama mostra les poblacions més properes.